# 布里萨克
布里萨克（法語：Brissac，法語發音：[bʁisak]）是法国埃罗省的一个市镇，属于洛代沃区。

## 地理
布里萨克（43°52'44"N, 3°42'7"E）面积44.13 平方千米，位于法国奧克西塔尼大區埃罗省，该省份为法国南部沿海省份，南濒地中海，西南接奥德省，西北接塔恩省和阿韦龙省，东北与加尔省接壤。
与布里萨克接壤的市镇（或旧市镇、城区）包括：阿戈内斯、科斯德拉塞勒、卡济亚克、费里耶尔莱韦尔里、戈尔涅斯、隆德尔圣母村、圣安德烈德比埃日、圣博济勒德皮图瓦、圣马丹德隆德尔。

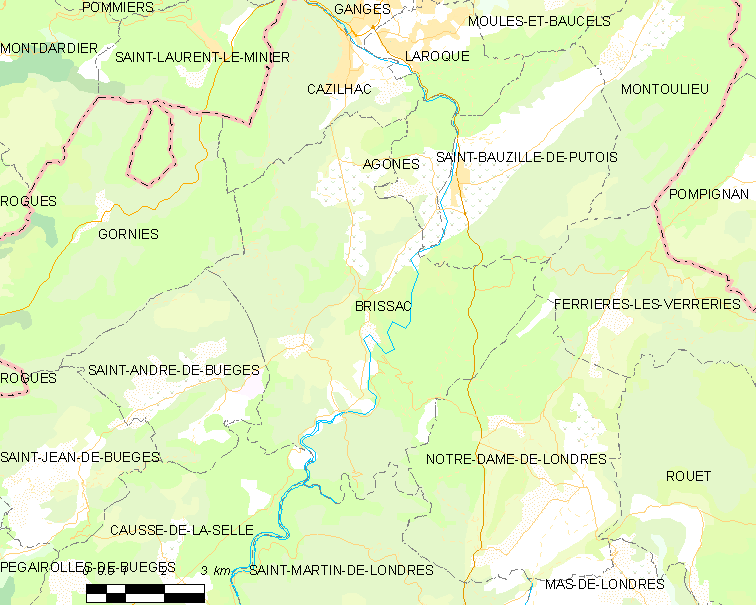
布里萨克的OSM定位图

布里萨克的时区为UTC+01:00、UTC+02:00（夏令时）。

## 行政
布里萨克的邮政编码为34190，INSEE市镇编码为34042。

## 政治
布里萨克所属的省级选区为洛代沃县。

## 人口

1962-2008年间布里萨克人口变化图示

布里萨克于2022年1月1日时的人口数量为592人。